# Syrian Train and Equip Program
Syrian Train and Equip Program, kan även förekomma stavningen Syrian train-and-equip program, är ett amerikanskt federalt program som går ut på att träna utvalda rebeller och förse dessa med krigsmateriel i syfte att slå ut Islamiska staten (IS) i Syrien. Programmet administreras av USA:s försvarsdepartement.
För år 2024 är det dock oklart om programmet är fortfarande aktivt eller ej.

## Historik
År 2013 började USA:s utrikesdepartement att förse den fria syriska armén med bistånd och träning, det avbröts dock i december när det framkom att Islamiska fronten hade beslagtagit flera amerikanska biståndsförsändelser. I april 2014 rapporterade National Public Radio (NPR) att USA:s underrättelsetjänst Central Intelligence Agency (CIA) ledde ett program om att förse rebeller med träning och krigsmateriel. I juni föreslog regeringen Obama om att starta upp Syrian Train and Equip Program och begärde en halv miljard amerikanska dollar för ändamålet. Den begärda summan var dock initialt bara på 200 miljoner dollar men efter att IS och Hayat Tahrir al-Shams framfarter i Irak, bestämde man sig att utöka programmet kraftigt. I september drev USA:s representanthus igenom en lag som gav mandat till USA:s president om att denne kunde starta upp ett sådant program. I februari 2015 rapporterade nyhetsmedia om att USA skulle skicka 400 amerikanska soldater och hundratals understödjande personal till de närliggande länderna runt Syrien för att träna upp till 5 000 rebeller årligen i tre år. De länder som ingick i programmet var Förenade arabemiraten, Jordanien, Qatar, Saudiarabien och Turkiet. Månaden efter meddelade Storbritannien att de skulle skicka 75 instruktörer och okänt antal annan personal till Turkiet för att understödja utbildandet av rebellerna. Senare under året hävdade amerikanska statstjänstemän om att programmet kostade USA uppemot en miljard dollar årligen. I början av oktober meddelades det om att Syrian Train and Equip Program skulle upphöra. Dock avfärdade Brett McGurk, som var USA:s presidents sändebud för den USA-ledda koalitionen som stred mot IS, det och menade att programmet skulle fortsätta att vara aktivt men det skulle vara mer anpassningsbart än tidigare. USA:s försvarsdepartement ville reducera programmet rejält och enbart använda sig av Turkiet för att rekrytera och träna rebeller. Månaden innan hade försvarsdepartement dock medgett att andra årskullen av tränade rebeller hade lämnat över en fjärdedel av den utrustning, som de fick från USA, till Jabhat al-Nusra. Den 29 oktober gick en talesperson för USA:s nationella säkerhetsråd ut och meddelade att programmet skulle inte upphöra men var under granskning hur man skulle kunna förbättra och effektivisera det.